# Southeastern Center for Contemporary Art
Le Southeastern Center for Contemporary Art (SECCA), littéralement Centre du Sud-Est pour l'art contemporain, est un centre d'art contemporain installé à Winston-Salem dans la Caroline du Nord aux États-Unis. Il a été fondé en 1956, dans le but de s'adresser à un public local, national ou international.

## Historique
Si le centre d'art contemporain a été fondé en 1956 dans le but de fournir un espace pour les artistes locaux, l'organisation n'a vraiment décollé qu'en 1976, grâce à un don d'un terrain de 30 hectares par l'industriel James G. Hines, et s'est alors ouverte aux artistes nationaux et internationaux.
En 1979, le SECCA devient membre de l'American Association of Museums (AAM), l'association américaine des musées.
En décembre 2007, le SECCA devient une entité du North Carolina Museum of Art de Raleigh, et du North Carolina Department of Cultural Resources. À cette même période, le 13 décembre 2007, un nouveau directeur général, Mark Richard Leach, et un nouveau conseil d'administration sont respectivement nommés et constitués.
Le 1er avril 2008, l'entrée au musée devient gratuite dans le but d'en faire profiter le plus large public possible.
En 2009 un vaste projet de rénovation pour le remplacement du toit du musée et des systèmes de climatisation et de surveillance est mis en œuvre, ce qui entraîne la fermeture du musée. Bien que le SECCA soit fermé, il continue durant les travaux à faire des parrainages en lien avec l'art, dans la ville de Winston-Salem.
À l'été 2010, après une profonde rénovation, le centre art contemporain rouvre ses portes.

### Identité visuelle (logo)

Logo du SECCA jusqu'en août 2010.
Logo à partir d'août 2010.